# Erwin Nijboer
Erwin Nijboer (Denekamp, 2 maggio 1964) è un ex ciclista su strada ed ex ciclocrossista olandese.

## Palmarès

### Strada
- 1990 (Team Stuttgart, due vittorie)

Classifica generale Driedaagse De Panne-Koksijde
3ª tappa Vuelta a España (Murcia > Almería)
- 1993 (Artiach, una vittoria)

5ª tappa, 2ª semitappa Vuelta a Murcia (Totana > Beniel)

#### Altri successi
- 1989 (Caja Rural)

2ª tappa, 1ª semitappa Vuelta a España (Vigo, cronosquadre)
- 1992 (Artiach-Royal)

Classifica traguardi volanti Vuelta a Aragón
- 1994 (Banesto)

Mijl van Mares
Profronde van Almelo
- 1995 (Banesto)

Nacht van Hengelo

### Ciclocross
- 1981

Campionati olandesi Juniores
- 1982

Campionati olandesi Juniores
- 1983

Campionati olandesi Juniores

## Piazzamenti

### Grandi Giri
- Giro d'Italia

1994: 87º
1995: 103º
- Tour de France

1986: ritirato (18ª tappa)
1987: ritirato (21ª tappa)
1988: ritirato (15ª tappa)
1989: ritirato (17ª tappa)
1994: 99º
- Vuelta a España

1986: 41º
1987: ritirato (17ª tappa)
1988: 111º
1989: 138º
1990: 119º
1991: ritirato (3ª tappa)
1992: 124º
1993: 111º
1995: 74º
1996: ritirato (15ª tappa)

### Classiche monumento
- Milano-Sanremo

1996: 155º
- Parigi-Roubaix

1990: 67º
1991: 87º
1994: 46º
- Liegi-Bastogne-Liegi

1987: 65º

### Competizioni mondiali
- Campionati del mondo

Oslo 1993 - In linea Professionisti: ritirato
Agrigento 1994 - In linea Elite: ritirato